# Chicago (That Toddlin' Town)
Chicago est une chanson populaire américaine dans le style de la Tin Pan Alley qui fut écrite par Fred Fisher et publiée en 1922. La chanson a été enregistrée par de nombreux artistes, comme Django Reinhardt, Stéphane Grappelli, John Serry Sr. (1954), Tony Bennett (1958), Judy Garland (1961), mais sa version la plus célèbre est sans doute celle interprétée par Frank Sinatra (1957). Elle est aujourd'hui reconnue comme un classique du jazz.
La chanson fait plusieurs apparitions au cinéma, tout d'abord en 1939 dans le film de H.C. Potter,  The Story of Vernon and Irene Castle, avec Ginger Rogers et Fred Astaire, puis en 1949 dans Toute la rue chante (Oh, You Beautiful Doll) de John M. Stahl, et en 1957 dans The Joker Is Wild avec Frank Sinatra.

## Genèse
Son titre Chicago (That Toddlin' Town) à lui seul n'indique pas s'il s'agit d'un hommage ou d'une critique de la ville de Chicago. Les termes That Toddlin' Town, de l'anglais to toddle qui signifie marcher à pas hésitants, faire ses premiers pas, se balader ou trotter et town, la ville, n'apportent pas un éclaircissement à ce sujet, pas plus que Fred Fisher, qui ne répondit jamais à cette question. L'une des traductions possible du titre pourrait être « Chicago, cette ville qui émerge » ou alors « Chicago, cette ville qui titube ». L'une comme l'autre se rapportant à une ville dont l'économie et le nombre de millionnaires vont en croissant et dont le destin est encore hésitant. Il faut se souvenir que lorsque la chanson fut écrite, la prohibition et les gangs régnaient alors sur Chicago.